# 장 마쿤
장 II 마쿤(프랑스어: Jean II Makoun ʒɑ̃ dø mɑkun[*], 1983년 5월 29일, 야운데 ~) 은 카메룬의 전 축구 선수로, 주로 중앙 미드필더에서 활약했다.

## 클럽 경력

### 초기 경력
마쿤은 모국 카메룬의 코통 스포르의 유소년팀에서 축구를 시작하였다. 이후, 그는 죄네스 스타나 토네르 야운데와 같은 다른 카메룬 클럽을 거치기도 하였고, 이후 프랑스로 건너가 리그 1 클럽 릴에 합류하게 되었다.
마쿤은 릴에서 부동의 주전 선수가 되었고, 리그에서만 릴 소속으로 150경기 넘게 출전하는 것은 물론, UEFA 챔피언스리그 경기에 나가기도 하였다. 그의 활약은 프리미어리그의 아스널이나 토트넘 홋스퍼, 세리에 A의 유벤투스, 그리고 프랑스의 모나코, 마르세유나 리옹 등의 다수 유럽 클럽들의 관심을 끌었다.

### 리옹
2008년 6월 16일, 마쿤은 프랑스 리그를 7번이나 제패했던 리옹과 4년 계약을 체결하였다. 이적료는 €14M으로 책정되었고, 릴은 인센티브에 따라 €1M을 추가로 받을 수 있는 조항이 붙어있었다. 리옹에서, 마쿤은 카메룬 국가대표 미드필더였던 마르크-비비앙 푀의 사망으로 2003년에 영구 결번 처리되었던 등번호인 17번을 받았다. 같은 카메룬인이자 야운데 출신인 마쿤은 이 번호를 받으면서: "마르크에 회상해보며, 저와 카메룬 국민에게, 이는 큰 의미를 지닐 것입니다." 라고 의견을 표하였다. 툴루즈와의 시즌 개막전에서, 그는 데뷔하였고, 첫골을 넣으면서 3-0 승리에 힘을 보탰다. 니스와 르 아브르 와의 2연전에서, 그는 3골 2어시스트를 적립하였는데, 전자의 경기에서는 2골을, 후자의 경기에서는 1골 2어시스트를 기록하였다. 마쿤은 챔피언스리그에서 8경기를 출전하면서 2골을 득점하였는데, 2-1로 이긴 피오렌티나와의 조별 리그 경기와 2-5로 패한 바르셀로나와의 16강 2차전에서 각각 1골씩 넣었다. 마쿤은 리옹에서의 첫 시즌에 마쿤은 1군과 중원에서의 지위를 탄탄히 하였다.

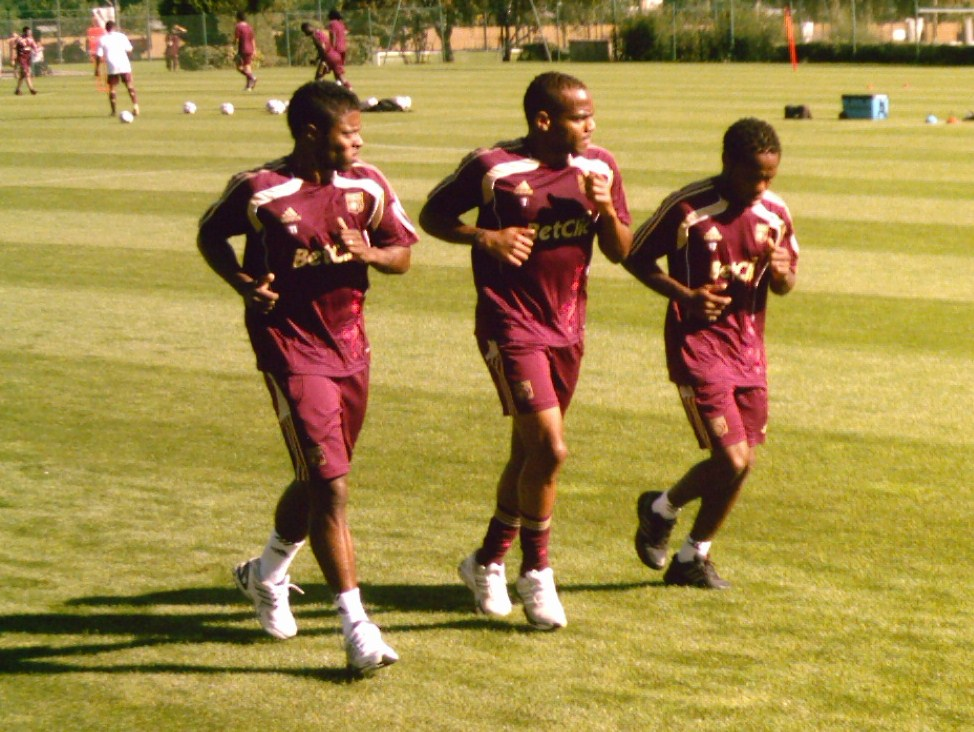
리옹 훈련 세션의 미셰우 바스투스, 지미 브리앙, 그리고 장 마쿤

그의 리옹 2년차는 그에게 있어서 고난의 시기였고, 중원에서의 지위가 흔들렸다. 설상가상으로, 그는 꾸준한 출전에도 불구하고 리옹 팬들로부터 클럽을 떠나라는 비난을 받았다. 2009년 11월 8일, 5-5로 비긴 쇼크 데 올랭피크 더비 경기에서, 마쿤은 리산드로 로페스의 1골을 도왔다. 2010년 2월 7일, 그는 0-0으로 비긴 툴루즈 전에서 경고 누적으로 퇴장당하면서 상황이 더 나빠졌다. 그에도 불구하고, 2010년 2월 16일, 마쿤은 스타드 드 젤랑에서 열린 레알 마드리드와의 UEFA 챔피언스리그 16강 1차전 경기도중 47분에 22미터 밖에서 시도한 슛이 이케르 카시야스 골키퍼의 머리를 넘어 상단 구석으로 들어갔고, 이는 곳 경기의 1-0 결승골이 되었다. 경기 후, 마쿤은 그의 골이 자신을 '기쁘게' 하였다고 말했다. 결국 리옹은 이어지는 2차전을 1-1 무승부로 마치며 챔피언스리그 다음 라운드 진출에 성공하였다.
그의 리옹에서의 3년차에는 더 큰 시련이 찾아왔는데, 그는 허벅지 부상을 당하였고, 컨디션이 최고와 최악 사이에 급변하면서 롤러코스터 같은 행보를 보였다. 설상가상으로, 그는 1군 주전직을 지키는데 고전하였다. 마쿤은 클럽을 떠나 새로이 시작할 것임을 선언했다.

### 애스턴 빌라
2011년 1월 13일, 리옹은 통해 마쿤이 전 리옹 감독 제라르 울리에가 이끄는 프리미어리그의 애스턴 빌라와 예상되는 이적을 협상하기 위해 잉글랜드로 건너갔다는 정보를 공식 웹사이트에 기재하였다. 이틀 후인 2011년 1월 15일, 애스턴 빌라는 마쿤과 £6.2M으로 추정되는 비공개 이적료에 3년 반 계약을 체결하면서 영입이 확정되었다고 발표하였다. 2011년 1월 21일, 빌라와 마쿤은 국제적 승인과 근로 허가증을 받았고, 이 발표에 따라, 그는 같은 서아프리카인 무스타파 살리푸가 썼던 17번을 입게 될 것임도 밝혀졌다. 이적 후, 울리에는 마쿤이 클럽의 추가 영입임을 언급했다. 2011년 1월 25일, 그는 2-1로 이긴 위건 애슬레틱과의 DW 스타디움 원정 경기에서 프리미어리그 신고식을 치르었다. 2011년 2월 12일, 마쿤은 블랙풀의 디제이 캠벨에게 태클한 것으로 인해 즉시 퇴장 명령이 내려졌다. 경기 후, 마쿤은 3경기 출장 정지 징계를 받았다. 징계 복귀 후, 마쿤은 징계 기간이 긴 것을 체감한게 충격적이었다고 발언하였다. 그는 2011년 3월 19일, 0-1로 패한 울버햄프턴 원더러스전에서 복귀했다.
울리에 감독의 사임 후, 마쿤은 빌라 파크 1군 지위를 유지하는데 어려움을 겪었다. 2011-12 시즌, 그가 처음 출전한 경기는 2011년 8월 23일, 2-0으로 끝난 헤리퍼드 유나이티드와의 풋볼 리그 컵 경기였다.
2012-13 시즌 종료 후, 그는 애스턴 빌라를 떠나 스타드 렌으로 임대 이적하였고, 시즌 끝에 비공개 이적료로 완전히 이적할 수 있도록 결정할 수 있게 되었다.

### 올림피아코스

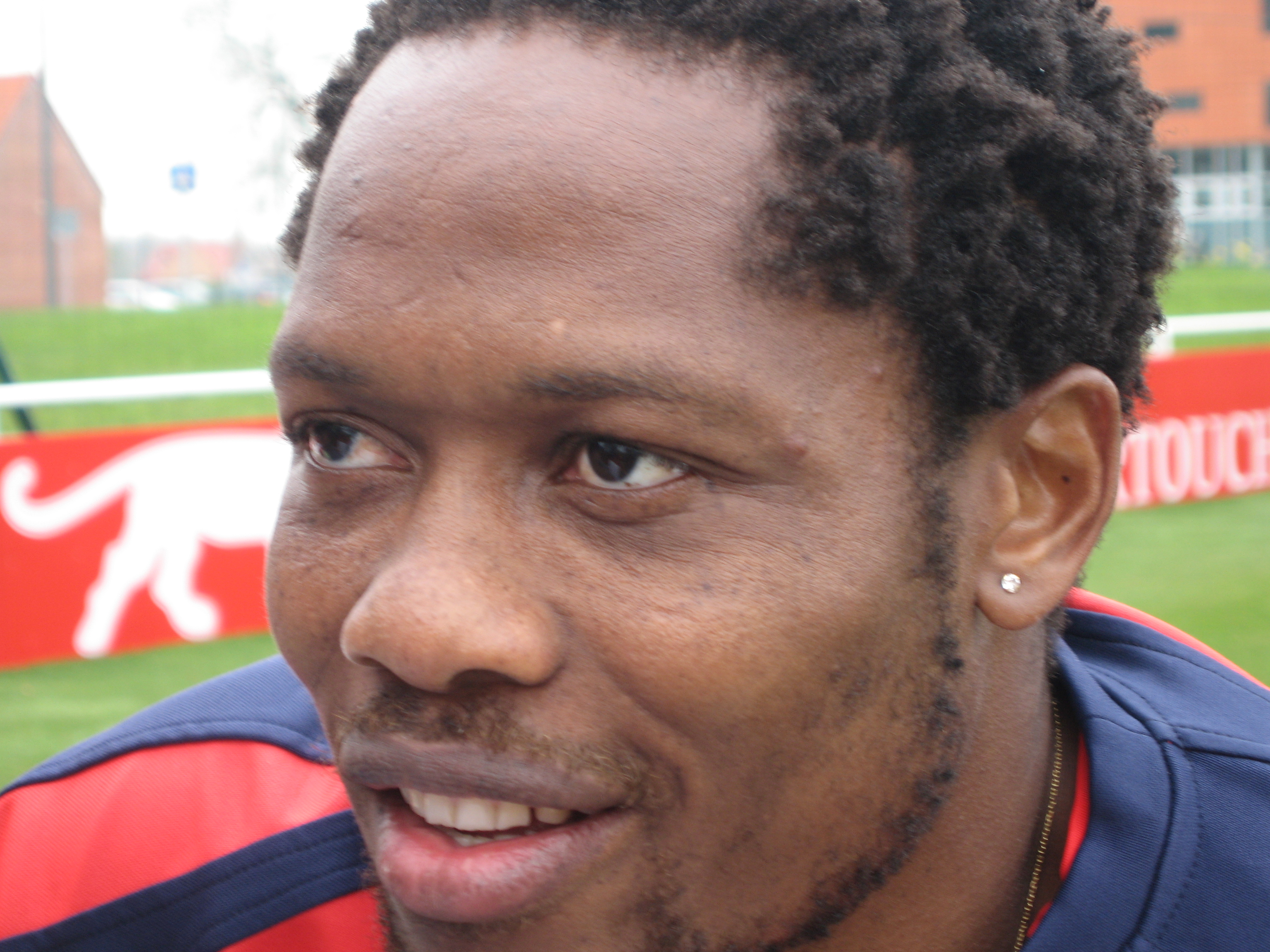
릴 시절의 마쿤.

2011년 8월 28일, 마쿤은 그리스 클럽 올림피아코스에 1년 임대로 합류하였다. 그는 등번호로 77번을 선택하였다. 2011년 9월 13일, 그는 0-1로 패한 마르세유와의 UEFA 챔피언스리그 경기 67분에 교체로 나오며 데뷔했고, 리그는 닷새 후, 2-1로 이긴 스코다 산티전에서 69분에 교체 출전으로 데뷔하였다. 그는 3-2로 이긴 아리스와의 원정 경기에서 올림피아코스 1호골을 득점하였다. 그는 두달 후, 2-0으로 이긴 파니오니오스와의 홈경기에서 한골을 추가하였다. 올림피아코스에서, 마쿤은 1군의 중원에 자리를 잡았다. 19경기 출전 2골로, 클럽은 시즌을 리그 우승으로 마쳤고, 마쿤은 애스턴 빌라로 복귀하였다.

### 스타드 렌
2012년 8월 15일, 마쿤은 프랑스 클럽 스타드 렌으로 임대되며, 그와 함께 폴 램버트 빌라 감독의 향후 시즌 계획에 마쿤이 없음을 확인하였다. 마쿤은 2012년 9월 16일, 1-2로 패한 로리앙과의 경기에서 풀타임을 소화하며 첫 리그 경기를 뛰었다.
2012년 10월 20일, 마쿤은 전 시즌 우승팀 몽펠리에와의 경기에서 프랑스 리그 복귀골을 득점하였고, 경기는 2-1로 이겼다. 1군에서 자리를 잡자, 프레데리크 앙토네티 감독은 5번의 선발 출전 끝에 첫 골을 넣은 마쿤을 레키프에서 "그는 경험있고, 긍정적이고, 마음 넓은 선수이다. 우리같이 젊은 팀에게 있어서는 천군만마같은 존재이다."라고 칭찬하였다. 2012년 11월 17일, 2-1 승리를 거둔 파리 생제르맹전에서, 마쿤은 경고 누적으로 퇴장당하였다. 2013년 2월 23일, 마쿤은 2-2로 비긴 소쇼전에서 2호골을 득점하였다. 22경기에 출전해 2골을 넣은 마쿤은 4월 1일에 7월 1일부터 완전 이적으로 스타드 렌에 합류할 것임이 발표되었다.

## 국가대표팀 경력
그는 조별 리그에서 2004년 아프리카 네이션스컵에 참가해 1위를 차지한 카메룬 국가대표팀의 일원이었으나, 팀은 준결승 진출에 실패하였다. 마쿤은 이어지는 2006년 아프리카 네이션스컵, 2008년 아프리카 네이션스컵, 그리고 2010년 아프리카 네이션스컵에 참가하였다. 그는 실망스러웠던 카메룬의 2010년 FIFA 월드컵 세 경기에 모두 출전하였다. 마쿤은 튀니지와의 2014년 FIFA 월드컵 CAF 3라운드 예선 2차전에서 멀티골로 4-1 승리를 견인하였다. 이 경기 승리로 카메룬은 월드컵 진출권을 손에 넣었다.

## 경력 통계

### 클럽
| 클럽                | 시즌      | 리그 | 리그 | 컵   | 컵 | 유럽 | 유럽 | 합계 | 합계 |
| 클럽                | 시즌      | 출장 | 골   | 출장 | 골 | 출장 | 골   | 출장 | 골   |
| ------------------- | --------- | ---- | ---- | ---- | -- | ---- | ---- | ---- | ---- |
| 릴                  | 2002–03   | 10   | 0    | 2    | 0  | 0    | 0    | 12   | 0    |
| 릴                  | 2003–04   | 32   | 1    | 1    | 1  | 0    | 0    | 33   | 2    |
| 릴                  | 2004–05   | 33   | 0    | 2    | 1  | 6    | 0    | 41   | 1    |
| 릴                  | 2005–06   | 31   | 5    | 2    | 0  | 9    | 0    | 42   | 5    |
| 릴                  | 2006–07   | 33   | 1    | 0    | 0  | 10   | 1    | 43   | 2    |
| 릴                  | 2007–08   | 26   | 2    | 1    | 0  | 0    | 0    | 27   | 2    |
| 릴                  | 합계      | 165  | 9    | 8    | 2  | 25   | 1    | 198  | 12   |
| 리옹                | 2008–09   | 35   | 6    | 4    | 1  | 8    | 2    | 47   | 9    |
| 리옹                | 2009–10   | 28   | 1    | 0    | 0  | 13   | 1    | 41   | 2    |
| 리옹                | 2010–11   | 13   | 1    | 1    | 0  | 3    | 0    | 17   | 1    |
| 리옹                | 합계      | 76   | 8    | 5    | 1  | 24   | 3    | 105  | 12   |
| 애스턴 빌라         | 2010–11   | 9    | 0    | 1    | 0  | 0    | 0    | 10   | 0    |
| 애스턴 빌라         | 2011–12   | 0    | 0    | 1    | 0  | 0    | 0    | 1    | 0    |
| 올림피아코스 (임대) | 2011–12   | 19   | 2    | 4    | 0  | 8    | 0    | 31   | 2    |
| 경력 합계           | 경력 합계 | 272  | 20   | 19   | 3  | 57   | 4    | 347  | 27   |

### 국가대표팀

#### 국가대표팀 득점 기록
| 득점 | 날짜             | 경기장         | 상대     | 점수 | 결과 | 대회                      |
| ---- | ---------------- | -------------- | -------- | ---- | ---- | ------------------------- |
| 1.   | 2008년 10월 11일 | 야운데, 카메룬 | 모리셔스 | 4–0  | 5–0  | 2010년 FIFA 월드컵 예선전 |
| 2.   | 2009년 9월 9일   | 야운데, 카메룬 | 가봉     | 1–0  | 2–1  | 2010년 FIFA 월드컵 예선전 |
| 3.   | 2009년 10월 10일 | 야운데, 카메룬 | 토고     | 2–0  | 3–0  | 2010년 FIFA 월드컵 예선전 |
| 4.   | 2013년 11월 17일 | 야운데, 카메룬 | 튀니지   | 3–1  | 4–1  | 2014년 FIFA 월드컵 예선전 |
| 5.   | 2013년 11월 17일 | 야운데, 카메룬 | 튀니지   | 4–1  | 4–1  | 2014년 FIFA 월드컵 예선전 |

## 수상
올림피아코스
- 수페르리가 엘라다: 2011-12
- 그리스 컵: 2011-12